# 回教圏研究所
回教圏研究所（かいきょうけんけんきゅうじょ、旧字体：囘敎圈硏究所󠄁）は、1938年（昭和13年）3月に日本において設立されたイスラーム圏に関する研究機関。

## 概要
所長である大久保幸次により設立され、当初の名称は「回教圏攷究所」であった。ほどなくして善隣協会（1934年設立）の経営となり、1940年に回教圏研究所と改称、1945年5月の空襲で全焼するまで活動を続けた。大日本回教協会・満鉄東亜経済調査局・西北研究所などと並ぶ戦時期日本人によるイスラーム地域研究の中心であり、井筒俊彦・竹内好が参加していたことでも知られる。機関誌として『回教圏』を発行した。

## 沿革
- 1938年3月：大久保幸次、東京市白金三光町に家屋を購入し回教圏攷究所設立。
- 1938年5月：善隣協会の経営下に移る。
- 1938年7月：機関誌として『回教圏』発刊（1944年12月号まで刊行）。
- 1940年5月：回教圏研究所と改称、原宿に移転。
- 1945年5月：空襲により全焼。活動停止。

## 大久保幸次所長と研究所
大久保幸次(1887年-1950年)は7月19日東京牛込に生まれ、東京外国語学校を経て東京帝国大学東洋史科専科を卒業。その後外務省および日土協会（現在の日本・トルコ協会）により派遣された先のトルコで知り合った徳川家正（駐トルコ特命全権大使）の資金援助を受け、回教圏攷究所を設立し、最後まで所長を務めた。その後、研究所は善隣協会傘下に入ったが、占領地のイスラーム工作に資する国策研究を要求する協会と、「ヨーロッパ人を経由せず直接日本人によるイスラーム研究」を志向し学術研究を重視する大久保との間にはさまざまの齟齬や対立があったといわれる。所員であった竹内好によると「『剣かコーランか』などというのはとんでもない誤解だ」が大久保の口癖だったという。また、同じイスラーム研究機関であった大日本回教協会（中心メンバーは古在由重ら）との交流も深かった。大久保は敗戦直後体調を崩し、再発した直腸ガンのため、1950年4月19日、62歳で没した。

## 研究員たち
研究員の中には応召して戦死した者が多く、第二次世界大戦後まで生き延びた者のなかでも、イスラーム研究を継続した蒲生・井筒などは例外的存在であり、ほとんどが別分野の研究に転じた。
- 野原四郎：当時駒澤大学講師。戦後は中国現代史研究者（当該項目参照）。
- 蒲生礼一：当時東京外国語学校教授。戦後はイラン学・イスラーム学研究者（当該項目参照）。
- 竹内好：戦後、中国文学研究者（当該項目参照）。
- 井筒俊彦：戦後、イスラーム哲学研究の権威（当該項目参照）。
- 幼方直吉（1905年-1991年）：戦後、中国現代史・社会史研究者。
- 小林元（1904年-1963年）：調査部長。当時駒澤大学教授。戦後は大東文化大学教授にして中東調査会設立の中心となった[5]。

## 機関誌『回教圏』
1938年7月に創刊され、1944年12月号まで通巻69号が刊行されている。イスラーム圏を対象とする学術誌としては日本最初のものであった。中国および南洋のイスラーム圏を扱った論文・論説が多いことが指摘されている。